# Irreligión en Uruguay
La irreligión en Uruguay, según encuestas de opinión pública, oscila entre 30 a 40 a más del 47 por ciento de la población. Uruguay ha sido el país menos religioso de América del Sur debido a los acontecimientos políticos del siglo XIX influenciados por el positivismo, el laicismo y otras creencias de intelectuales europeos. También ha influido la resistencia de la población indígena a la evangelización, que impidió el establecimiento de la religión durante la época colonial. Según Néstor DaCosta (2003), la irreligión ha sido históricamente una característica de la identidad uruguaya[cita requerida].
El ateísmo y el agnosticismo se han convertido en tradiciones orales durante varias generaciones. Los no creyentes son una minoría estadística pero han estado presentes durante más de un siglo. Algunas investigaciones presentan que en los últimos tiempos, el laicismo y las creencias no religiosas han crecido en el panorama religioso de Uruguay debido a la influencia del posmodernismo, al igual que en Europa Occidental. Algunos expertos argumentan que la cantidad de personas no religiosas se ha estancado, pero los creyentes en religiones no cristianas han aumentado en número en las últimas décadas (Investigación Conwell, 2013[cita requerida].
Jason Mandryk dijo que el secularismo se ha vuelto lentamente menos influyente debido a un mayor interés en la espiritualidad y un renacimiento en el cristianismo, y los jóvenes son menos anticatólicos que las generaciones anteriores. Otras formas de cristianismo (como el evangelicalismo) están creciendo en regiones pobres, y la religión africana está ganando influencia en todos los sectores uruguayos[cita requerida].
Uruguay sigue siendo una nación laica socialmente, pero el número de lugares de culto va en aumento. Aunque la vida pública sigue siendo secular, la vida privada se ha vuelto más religiosa.

## Laicismo
Durante el período colonial español, la Iglesia Católica tuvo menos influencia en Uruguay que en otras regiones hispanas debido al número relativamente pequeño de pueblos indígenas. El catolicismo se introdujo fácilmente a los españoles y mestizos y, hasta la primera mitad del siglo XIX, la iglesia reguló el estado, una serie de instituciones y la tierra como lo hizo en otros países latinoamericanos. Según algunos historiadores, las diócesis uruguayas eran las menos poderosas de América del Sur, los sacerdotes españoles e italianos, menos capaces de enseñar religión, preferían evangelizar a los pobres del campo. Cuando Uruguay se convirtió en una república laica en 1917, el país comenzó a recibir inmigrantes españoles, italianos y franceses. Los inmigrantes franceses en Uruguay eran tradicionalmente anticlericales; muchos inmigrantes españoles e italianos llegaron como católicos, pero se independizaron de la religión debido a la poca influencia eclesiástica. Independientemente de España y del Imperio de Brasil, muchos uruguayos educados fueron influenciados por escépticos escritores europeos y la antigua filosofía griega. Después de la independencia, los uruguayos cultos comenzaron a adoptar puntos de vista políticos seculares y humanistas contra la Iglesia Católica y el pequeño (pero creciente) número de practicantes religiosos afrobrasileños. El control de los cementerios de Uruguay pasó al estado en 1861, poniendo fin a los funerales religiosos obligatorios. El  El Partido Colorado  dominó el gobierno a mediados de la década de 1860, con reformas seculares que incluyeron el matrimonio civil y el desarrollo de tecnología y áreas urbanas. Muchas personas con poco conocimiento del catolicismo se volvieron irreligiosas debido a la ignorancia más que a la incredulidad.
En 1877, José Pedro Varela abogó por la educación laica en Uruguay. Aunque los líderes católicos se opusieron a las escuelas estatales, la élite educada apoyó el concepto de escuelas seculares que enseñaban ciencia. Una década después, el arzobispo Mariano Soler defendió la educación católica.
El secularismo disminuyó durante aproximadamente una década a principios de la década de 1890. José Batlle y Ordóñez revivió el movimiento a principios del siglo XX, permitiendo a las mujeres divorciarse y prohibiendo los símbolos religiosos en los hospitales infantiles. El "batllismo" promulgó la separación total de la iglesia y el estado en 1917, cuando Uruguay se convirtió en una república con una constitución secular y reformas económicas de inspiración marxista. Después del período de Battlist (1903–1931), la iglesia se centró en educar a los católicos y brindar un refugio espiritual cristiano a todos los ciudadanos. La influencia del Partido Colorado estaba decayendo y fue derrotado por el  Partido Nacional  en las elecciones de 1958.
Gerardo Caetano decía a fines de la década de 1990 que la pujanza de la laïcité uruguaya está perdiendo fuerza en el país, lentamente en las ciudades densamente pobladas, pero en zonas marginales con más contacto con la naturaleza, sincretismo es hoy más fuerte que nunca. Varios católicos no practicantes están buscando iglesias alternativas, especialmente a los evangélicos, los testigos de Jehová y la cienciología. Otros historiadores discuten sobre el auge de la nueva era que incluye centros de renovación energética y medicina alternativa. Paralelamente al resto de los países latinoamericanos cuando la vida pública recién está cambiando para ser más laica (dependiendo del grado entre países), la situación de Uruguay es un aumento de la importancia de las visiones religiosas en la sociedad que podría abandonar el laicismo fundamentalista.

## Por año
| Año   | % no afiliado | % no afiliado | % Cristianos | % Cristianos | Otros | Otros | Encuesta          | Encuesta |
| ----- | ------------- | ------------- | ------------ | ------------ | ----- | ----- | ----------------- | -------- |
| 1908  | 37.2          | 37.2          | 62.8         | 62.8         | 0     |       | Censo             |          |
| 1910* | 39            | 39            | 61           | 61           | 0     |       | Foro Pew          |          |
| 1950* | 37            | 37            | 63           | 63           | 0     |       | Foro Pew          |          |
| 1970  | 31            | 31            | 68           | 68           | 1     | 1     | Foro Pew          |          |
| 1970  | 28.4          | 28.4          | 67.8         | 67.8         | 3.8   | 3.8   | Conwell Studio    |          |
| 1980  | 35            | 35            | 61.4         | 61.4         | 3.6   | 3.6   | Censo             |          |
| 2006  | 40.4          | 40.4          | 58.2         | 58.2         | 1.3   | 1.3   | Censo             |          |
| 2014  | 37            | 37            | 60           | 60           | 3     | 3     | Foro Pew          |          |
| 2020  | 29.8          | 29.8          | 61.2         | 61.2         | 9.0   | 9     | Conwell Studio    |          |
| 2023  | 62.9          | 62.9          | 33.4         | 33.4         | 5.0   | 5     | AmericasBarometer |          |

Para 1900, alrededor del diez por ciento de las personas no religiosas del mundo vivían en Uruguay.

## Tendencias futuras
Según el Proyecto de Religión y Vida Pública del Pew Research Center, la población no religiosa de Uruguay será del 42,1 por ciento para 2050. La tasa de fecundidad de los no religiosos es prácticamente idéntica a la de los cristianos, con mujeres cristianas y no religiosas dando a luz a un promedio de dos hijos de 2010 a 2015.